# Chot Reyes

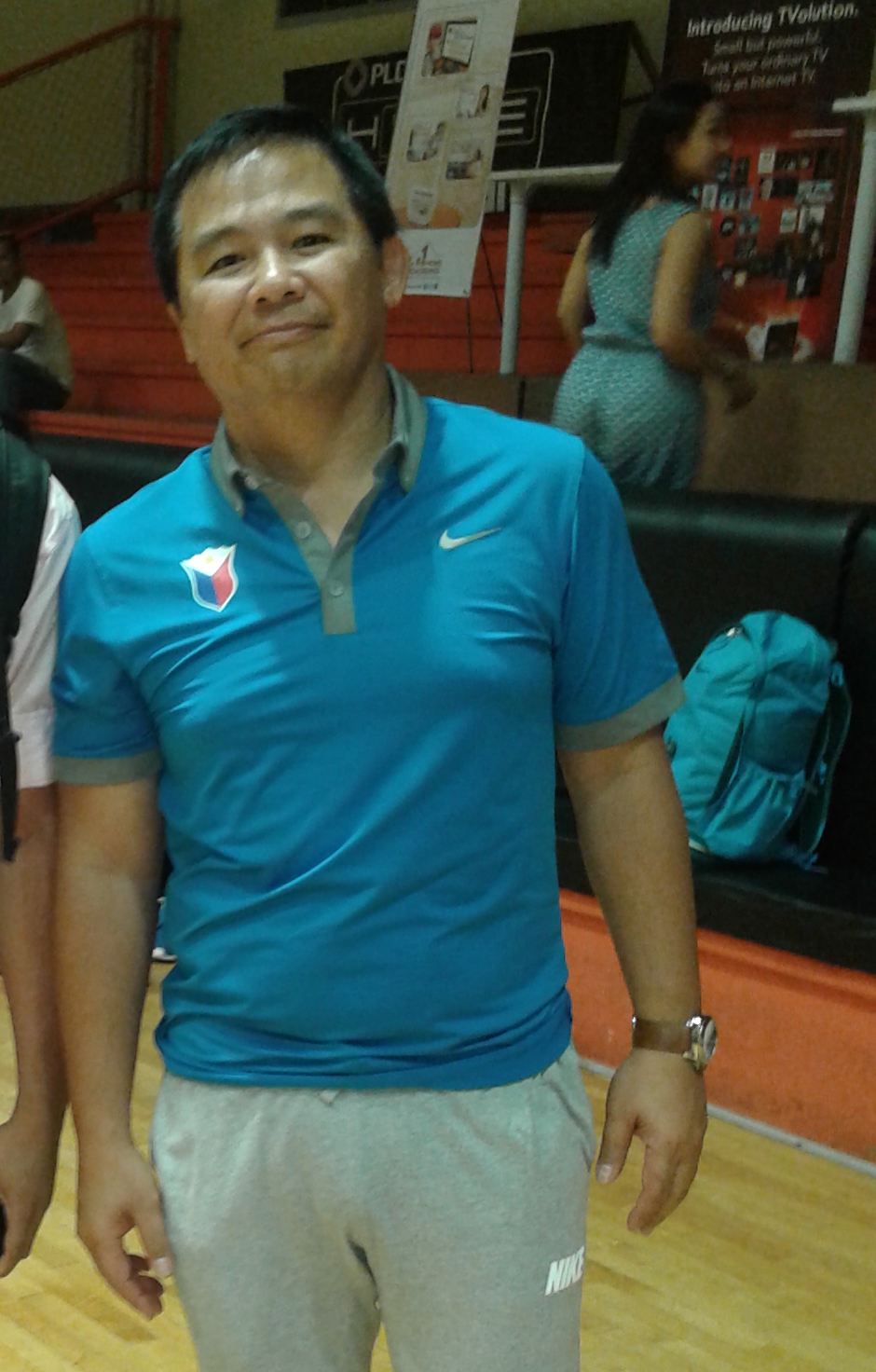
Chot Reyes (mei 2014)

Vincent P. Reyes (1 augustus 1963), beter bekend als Chot Reyes is een Filipijns basketbalcoach. Reyes was hoofdcoach in de Filipijnse professionale basketbalcompetitie PBA en won met diverse teams in totaal 8 PBA-kampioenschappen. Ook was hij coach in de nu afgeschafte Metropolitan Basketball Association. Reyes was van 2012 tot 2014 hoofdcoach van het Filipijns nationaal basketbalteam. Eerder was hij al van 2005 tot 2008 coach van de nationale selectie.

## Biografie
Chot Reyes werd geboren op 1 augustus 1963. Reyes is een oudere broer van basketballer Jun-Jun Reyes jr..

### 1e periode PBA
Reyes werkt voor Purefoods Corporation tot hij begin van de jaren 90 zijn coaching carrière in de PBA begon als assistent bij de Alaska Milkmen onder de Amerikaanse hoofdcoach Tim Cone. In het seizoen 1993 werd hij aangenomen als hoofdcoach bij Coney Island Ice Cream Stars. In de eerste conferentie van dat seizoen won hij met Alvin Patrimonio en Jerry Codiñera in het team de All-Filipino Conference door in de finaleserie met 4-2 te winnen van de San Miguel Beermen. Mede hierdoor kreeg Reyes aan het einde van dat seizoen de onderscheiding Coach van het jaar. Het seizoen erop won hij met zijn team, dat inmiddels was hernoemd naar Purefoods de Commissioner's Cup door in de finaleseries opnieuw Alaska Milkmen te verslaan. Na nog twee seizoenen bij Purefoods stapte hij over naar de Sta. Lucia Realtors. Met de Realtors eindigde hij in het seizoen 1997 derde in de All-Filipino conferentie en vierde in de Commissioner's Cup en de Governor's Cup.

### Metropolitan Basketball Association en nationaal team
In 1998 stopte Reyes bij de Realtors om te gaan werken in de nieuwe Metropolitan Basketball Association. Hij introduceerde diverse innovatieve regels bij deze nieuwe competitie. Reyes was tevens assistent-coach van Tim Cone van het Philippine Centennial Team dat de bronzen medaille behaalde op de Aziatische Spelen van 1998.

### 2e periode PBA
In 2000 keerde Reyes weer terug in de PBA, waar hij twee jaar lang hoofdcoach was van de Pop Cola Panthers. Na een eerste seizoen zonder prijzen, leidde Reyes het team in 2001 naar de derde plek in de All-Filipino Cup. Het jaar erop werd het team verkocht aan San Miguel Corporation en hernoemd naar Coca-Cola Tigers. Reyes bleef aan als coach en won met de Tigers de All-Filipino Cup van 2002. Door dit resultaat werd hij dat jaar tevens tot coach van het jaar uitgeroepen. Het jaar erop was zo mogelijk nog succesvoller. Het team bereikte in alle drie de competities de finale en won de finale van de Reinforced Conference. Ook dat jaar won Reyes de coach van het jaar-Award. Hij was daarmee de eerste coach die de onderscheiding drie maal wist te winnen.

### 2e periode Nationaal team
In 2005 werd Reyes aangesteld als hoofdcoach van het Filipijns basketbalteam. Met het Filipijns team eindigde hij op een verdienstelijke vijfde plek op het Aziatisch basketbalkampioenschap 2005. Ook werden de Filipijnen derde in de William Jones Cup en wonnen ze het toernooi om de Brunei Sultan Cup van 2005. Het team werd in 2005 echter ook geschorst door de FIBA en kon daardoor niet deelnemen aan FIBA-toernooien. Ook hinderde het de voorbereiding op andere toernooien in die periode. Zo eindigden Filipijnen onder leiding van Reyes op een zesde plek in de William Jones Cup, omdat diverse goede Filipijnse spelers zich niet beschikbaar stelden wegens de FIBA-schorsing van het Filipijnse team. Wel werd nog de Brunei Sultan Cup van 2006 gewonnen middels een perfecte score van zeven overwinningen in zeven wedstrijden. Tijdens dit toernooi kon Reyes wel beschikken over diverse goede PBA-spelers.

### 3e periode PBA
In 2008 werd bekend dat Reyes was aangesteld als coach van de Talk 'N Text Tropang Texters. In het PBA seizoen 2008/09 won Reyes met het team de Philippine Cup. Het meest succesvolle seizoen van Reyes met Talk 'N Text was echter het seizoen 2010/11. In dat seizoen werd zowel de Philippine Cup als de Commissioner's Cup gewonnen. Doordat de finale van de Governors Cup verloren ging tegen de Petron Blaze Boosters slaagde Reyes er niet in de Grand Slam te voltooien. Wel werd hij opnieuw onderscheiden met een Coach of the Year-Award. Het seizoen 2011/12 was zijn laatste jaar als coach in de PBA. Opnieuw wist Reyes met zijn team de Philippine Cup te winnen. In de finale van de Commissioner's Cup moesten ze echter hun meerdere erkennen in de B-Meg Llamados onder leiding van Tim Cone.

### 3e periode nationaal team
In 2012 maakte Reyes bekend te stoppen met coachen. Daarop kreeg hij echter van Manny Pangilinan de baan als coach van het Filipijns basketbalelftal aangeboden. Hij accepteerde dat aanbod en leidde de Filipijnen naar een zilveren medaille op het Aziatisch kampioenschap basketbal mannen van 2013. Deze eindklassering betekende tevens dat de Filipijnen zich plaatsten voor het wereldkampioenschap basketbal van 2014, de eerste deelname aan het WK sinds 36 jaar. Op dat WK kreeg het team positieve kritieken, ondanks het feit dat er alleen van Senegal werd gewonnen. In 2014 werd Reyes' contract verlengd tot na de deelname van het team aan de Aziatische Spelen van 2014. De verwachtingen waren door de zilveren medaille op het Aziatisch kampioenschap hooggespannen, maar de Filipijnen eindigden op een teleurstellende zevende plek. In oktober 2014 werd bekend dat het samenwerkingsverband tussen het Filipijns nationaal basketbalteam en Reyes werd beëindigd. Reyes maakte niet lang daarna bekend definitief met coachen te stoppen.

## Erelijst PBA
| Seizoen | Competitie     | Team         | Finale | Tegenstanders    |
| ------- | -------------- | ------------ | ------ | ---------------- |
| 1993    | All-Filipino   | Coney Island | 4–2    | San Miguel       |
| 1994    | Commissioner's | Purefoods    | 4–1    | Alaska           |
| 2002    | All-Filipino   | Coca-Cola    | 3–1    | Alaska           |
| 2003    | Reinforced     | Coca-Cola    | 4–3    | San Miguel       |
| 2008/09 | Philippine Cup | Talk 'N Text | 4–3    | Alaska           |
| 2010/11 | Philippine Cup | Talk 'N Text | 4–2    | San Miguel       |
| 2010/11 | Commissioner's | Talk 'N Text | 4–2    | Barangay Ginebra |
| 2011/12 | Philippine Cup | Talk 'N Text | 4–1    | Powerade         |